# Affaire Véronique Courjault
L'affaire Véronique Courjault, également appelée « affaire des bébés congelés » est une affaire criminelle française concernant Véronique Courjault, mère de famille ayant tué trois de ses nouveau-nés.

## Famille Courjault
Véronique Courjault, née Véronique Fièvre le 19 octobre 1967 à Parnay en Maine-et-Loire, est mariée à Jean-Louis Courjault, ingénieur né le 10 décembre 1966 à Palaiseau. Originaires de l'ouest de la France, ils se sont rencontrés étudiants à Poitiers en 1987. Après un mariage le 12 novembre 1994, ils sont parents de deux garçons : Jules, né le 19 mars 1995, et Nicolas, né en septembre 1996. 
Ils résident quelques années en Charente-Maritime à Villeneuve-la-Comtesse avant de s'installer en Touraine puis, pour des raisons professionnelles, le couple déménage à Séoul (Corée du Sud) en 2002, tout en conservant une résidence à Tours.

## Chronique judiciaire
Le 23 juillet 2006, Jean-Louis Courjault, seul à Séoul pendant que sa famille passe ses vacances en France, découvre deux cadavres de bébés dans le congélateur familial et prévient la police. Quelques jours plus tard, alors qu'il a rejoint sa femme et ses fils en France, les tests ADN réalisés par les autorités sud-coréennes authentifient les nouveau-nés comme étant les enfants du couple Courjault.
Le 22 août 2006, Jean-Louis et Véronique Courjault tiennent une conférence de presse à Tours, dans le bureau de leur avocat, au cours de laquelle ils contestent les résultats des tests ADN et dénoncent un « lynchage médiatique », avec un possible lien avec les activités professionnelles de Jean-Louis Courjault, travaillant pour une entreprise américaine soumise à des rivalités commerciales.
Après que l'enquête a été transmise aux autorités françaises et que de nouveaux tests ADN ont été réalisés, Véronique Courjault avoue le 12 octobre 2006 avoir tué et congelé les deux bébés nés à Séoul en septembre 2002 et décembre 2003, ainsi qu'un premier enfant qu'elle affirme avoir brûlé dans la cheminée en juillet 1999 alors que le couple habitait en France à Villeneuve-la-Comtesse (Charente-Maritime),,.
En janvier 2009, alors qu'il était mis en examen pour complicité d'assassinat, un non-lieu est prononcé pour Jean-Louis Courjault qui a toujours assuré ne pas avoir eu connaissance des grossesses de sa femme.
Le 18 juin 2009, Véronique Courjault est condamnée par la Cour d'assises d'Indre-et-Loire à huit ans de prison pour les trois infanticides, un verdict jugé « plutôt clément ». On estime alors que sa détention ne devrait pas durer plus de quelques mois.
Après la plaidoirie de maître Henri Leclerc, le verdict ne retient pas la préméditation pour le premier infanticide. Une grande partie des débats traiteront d'un trouble encore mal connu qui est celui du déni de grossesse et de la dénégation. La TSR à Genève a montré un entretien avec Dr Daniel Schechter, un pédopsychiatre des hôpitaux universitaires de Genève spécialisé dans les troubles psychiatriques péripartum. Schechter a parlé du déni de grossesse en tant qu'une forme de souffrance dissociée qui a plusieurs explications psychiatriques possibles.
Le 17 mai 2010, la justice décide la mise en liberté conditionnelle de Véronique Courjault assortie d'une interdiction de communiquer avec la presse.
Les deux bébés nés en Corée (initialement appelés cadavres sans nom « 461 » et « 462 ») ont aujourd'hui un état civil et une sépulture. Ce sont d'ailleurs les deux grands frères qui ont choisi leurs prénoms : Alexandre et Thomas.

## Retentissement médiatique
L'affaire connut un important écho médiatique. À titre d'illustration, la chanteuse GiedRé évoque dans Les Questions l'affaire Courjault de manière décalée et noire : « Je me demande s'il y a assez de place dans un même tiroir de congélo / Pour y ranger deux bébés et des cornets Miko », ainsi que dans la chanson Les gens se brossent les dents : « Comme à toi, parfois ça lui grattait le dos, Comme toi, souvent elle buvait de l'eau, Comme toi, elle écoutait la radio, Véronique, Véronique Courjault. » 
Le rappeur français Youssoupha dit dans Espérance de vie : « La rue nous tue, certains la traitent comme une mère alors je l’appelle Véronique Courjault. ».
Le chanteur humoriste Oldelaf, dans La tristitude des internautes : « La tristitude [...] c'est quand tu vas t'chercher une glace chez les Courjault. ».

### Documentaires télévisés
- Parcours meurtrier d'une mère ordinaire : l'Affaire Courjault, de Jean-Xavier de Lestrade et produit par Denis Poncet, 2009, Arte, 103 minutes.
- « Véronique Courjault, l'affaire des bébés congelés » le 26 septembre 2010 dans Faites entrer l'accusé présenté par Christophe Hondelatte sur France 2, de Marie-Sophie Tellier, 85 minutes.
- « Affaire Courjault : l'énigme des bébés congelés » (premier reportage) le 6 décembre 2014 dans Chroniques criminelles sur NT1.